# Basidissus
Basidissus es un género de coleópteros de la familia Anthribidae.

## Especies
Contiene las siguientes especies:
- Basidissus cirrifer Frieser & R. 2000
- Basidissus cristatus Fairmaire, 1897
- Basidissus incilis Frieser & R. 2000
- Basidissus senilis Frieser & R. 2000
- Basidissus simplicicornis Wolfrum, 1958